# 大廣翔治
大廣 翔治（おおひろ しょうじ、1982年7月29日 - ）は、群馬県高崎市出身の元プロ野球選手（内野手）。右投右打。

## 経歴

### プロ入り前
六郷小学校低学年から「六郷ジュニアファイターズ」で活躍。長野郷中学校時代はボーイズリーグで活躍。部活はバスケットボール部に所属していた。
桐生第一高等学校時代、正田樹や一場靖弘らと共に1999年の第81回全国高等学校野球選手権大会で優勝。2年生ながら4番に座り、決勝戦では本塁打も放ち群馬代表初となる夏の大会制覇に花を添えた。高校通算44本塁打。
卒業後は東洋大学に進学。1年次から4番を任される。4年次は主将を務め、春と秋にベストナインを獲得。2004年の第33回日米大学野球の日本代表に選出。東都大学リーグ通算97試合出場、350打数88安打、打率.251、13本塁打、46打点。
2004年度ドラフト会議にて東北楽天ゴールデンイーグルスから6巡目指名を受けて入団。

### プロ入り後
2005年
二軍戦に74試合出場。242打数66安打、打率.273、5本塁打、35打点。
2006年
二軍戦に36試合出場。85打数21安打、打率.247、1本塁打、10打点。6月24日の対インボイス戦で左手甲に死球を受けた影響で、シーズン終了まで長期離脱。その後フェニックスリーグに参加。
2007年
プロ3年目で初の開幕一軍入りを果たし、3月28日のソフトバンク戦で6番一塁手として一軍初出場・初スタメンデビュー。2回表にセンターにヒットを放ち、初打席での初安打を記録した。その後二軍に降格するが、二軍では打率.336、11本塁打と本塁打王を争うほどの活躍を見せ、9月度のファーム月間MVPを受賞した。9月12日に再昇格し、9月17日の西武戦に6番で守備経験のない右翼手で出場したが、全打席三振、またパ・リーグのワースト記録となる一試合3失策を犯す。外野手の1試合3失策は張本勲らと並んで史上7人目の歴代最多記録である。しかしその長打力には光るものがあり、同年オフにハワイ・ウィンターリーグへと派遣された。
2008年
紅白戦からオープン戦好調で開幕一軍入りを果たすも、出場機会に恵まれず二軍落ち、その後シーズン後半に再び一軍に昇格したがこの年は一軍で安打を放つことができなかった。11月、入籍。
2009年 - 2010年
外野手に挑戦するが、腰痛に悩まされ一軍出場はなかった。
2011年
オープン戦から好調で開幕一軍入りを果たすが結果を残せず登録抹消となる。再昇格後の5月21日のヤクルト戦で、9回裏に押本健彦から左前サヨナラ適時二塁打を放ち（自身4年ぶりとなる安打とプロ初打点）、初めて本拠地でのお立ち台に上がった。レギュラーシーズン終了後の10月22日には第一子となる長女が誕生した。
しかし、練習中の怪我による視力低下が原因となり、11月18日に現役引退が発表され、同日任意引退として公示された。この大廣の引退により、楽天が初めて参加した2004年度のドラフト会議の指名選手が全員退団または引退した事になる。

### 現役引退後
2012年から楽天の球団スタッフとなり、現在は同球団のジュニアコーチとして子供達に野球指導などを行っている。

## 選手としての特徴
強肩強打で将来の中軸として期待された選手。打撃に関してはチーム首脳陣から高い評価を得ていた。
ポジションは三塁手あるいは一塁手。背番号"35"は、尊敬する長嶋茂雄の背番号"3"と三塁の守備番号である"5"を並べたものである。出場機会を増やすため、ファームでは左翼手、2007年からは二塁手、2008年からは右翼手としても出場していた。
小学校時代には、校庭の端から本塁打を打って、校舎のガラスを割るなど打撃センスを見せた。
2008年の秋季キャンプで、この年のホームラン王である中村剛也（西武）を上回る、スイングスピード150キロを記録した。打席でフルスイングしたら、バットが手から抜けてベンチの屋根まで飛んだことがある（打席の結果は空振り三振）。

## 人物
楽天でチームメートとなった一場靖弘とは、桐生第一高校でもチームメイトであり、また出身も同じ群馬県であった。同じくチームメートとなった永井怜は、東洋大出身の後輩である。
好きな食べ物は焼肉。しかし牛タンは嫌い。

## 詳細情報

### 年度別打撃成績
| 年 度     | 球 団     | 試 合 | 打 席 | 打 数 | 得 点 | 安 打 | 二 塁 打 | 三 塁 打 | 本 塁 打 | 塁 打 | 打 点 | 盗 塁 | 盗 塁 死 | 犠 打 | 犠 飛 | 四 球 | 敬 遠 | 死 球 | 三 振 | 併 殺 打 | 打 率 | 出 塁 率 | 長 打 率 | O P S |
| --------- | --------- | ----- | ----- | ----- | ----- | ----- | -------- | -------- | -------- | ----- | ----- | ----- | -------- | ----- | ----- | ----- | ----- | ----- | ----- | -------- | ----- | -------- | -------- | ----- |
| 2007      | 楽天      | 11    | 20    | 19    | 1     | 2     | 0        | 0        | 0        | 2     | 0     | 0     | 0        | 1     | 0     | 0     | 0     | 0     | 6     | 2        | .105  | .105     | .105     | .211  |
| 2008      | 楽天      | 8     | 8     | 8     | 0     | 0     | 0        | 0        | 0        | 0     | 0     | 0     | 0        | 0     | 0     | 0     | 0     | 0     | 2     | 1        | .000  | .000     | .000     | .000  |
| 2011      | 楽天      | 18    | 33    | 29    | 1     | 5     | 1        | 0        | 0        | 6     | 1     | 1     | 0        | 3     | 0     | 0     | 0     | 1     | 9     | 0        | .172  | .200     | .207     | .407  |
| 通算：3年 | 通算：3年 | 37    | 61    | 56    | 2     | 7     | 1        | 0        | 0        | 8     | 1     | 1     | 0        | 4     | 0     | 0     | 0     | 1     | 17    | 3        | .125  | .140     | .143     | .283  |

### 年度別守備成績
| 年 度 | 球 団 | 一塁  | 一塁  | 一塁  | 一塁  | 一塁  | 一塁     | 三塁  | 三塁  | 三塁  | 三塁  | 三塁  | 三塁     | 外野  | 外野  | 外野  | 外野  | 外野  | 外野     |
| 年 度 | 球 団 | 試 合 | 刺 殺 | 補 殺 | 失 策 | 併 殺 | 守 備 率 | 試 合 | 刺 殺 | 補 殺 | 失 策 | 併 殺 | 守 備 率 | 試 合 | 刺 殺 | 補 殺 | 失 策 | 併 殺 | 守 備 率 |
| ----- | ----- | ----- | ----- | ----- | ----- | ----- | -------- | ----- | ----- | ----- | ----- | ----- | -------- | ----- | ----- | ----- | ----- | ----- | -------- |
| 2007  | 楽天  | 4     | 23    | 1     | 0     | 2     | 1.000    | 3     | 0     | 3     | 0     | 1     | 1.000    | 2     | 1     | 0     | 3     | 0     | .250     |
| 2008  | 楽天  | 2     | 3     | 0     | 0     | 0     | 1.000    | 2     | 1     | 3     | 0     | 0     | 1.000    | -     | -     | -     | -     | -     | -        |
| 2011  | 楽天  | 8     | 58    | 7     | 0     | 5     | 1.000    | 2     | 1     | 1     | 0     | 0     | 1.000    | 4     | 2     | 0     | 0     | 0     | 1.000    |
| 通算  | 通算  | 14    | 84    | 8     | 0     | 7     | 1.000    | 7     | 2     | 7     | 0     | 1     | 1.000    | 6     | 3     | 0     | 3     | 0     | .500     |

### 記録
- 初出場・初先発出場：2007年3月28日、対福岡ソフトバンクホークス2回戦（福岡Yahoo!JAPANドーム）、6番・一塁手で先発出場
- 初打席・初安打：同上、2回表に杉内俊哉から中前安打
- 初打点：2011年5月21日、対東京ヤクルトスワローズ2回戦（日本製紙クリネックススタジアム宮城）、9回裏に押本健彦から左前サヨナラ適時二塁打
- 初盗塁：2011年5月25日、対横浜ベイスターズ1回戦（静岡県草薙総合運動場硬式野球場）、7回表に二盗（投手：牛田成樹、捕手：細山田武史）

### 背番号
- 35 （2005年 - 2011年）